# Efisio
Efisio  è un nome proprio di persona italiano maschile.

## Varianti
- Maschili: Effisio[2]
- Femminili: Efisia[2], Effisia[2]

### Varianti in altre lingue
- Catalano: Efisi[5]
- Francese: Éphise
- Latino: Ephesius[3], Ephisius[1]
- Sardo: Èfis (pron. Èffisi[6])
- Spagnolo: Efisio[5]

## Origine e diffusione
Secondo alcune fonti, deriva dall'epiteto tardo latino o greco bizantino Ephesius, che vuol dire "proveniente da Efeso", "cittadino di Efeso"; secondo altre interpretazioni, risalirebbe invece agli elementi greci εὖ (eu, "bene") e φύσις (physis, "natura"), con il possibile significato complessivo di "di buona indole".
Piuttosto raro, è attestato principalmente nel centro-sud della Sardegna, dove si trova il culto di sant'Efisio, compatrono di Cagliari.

## Onomastico
L'onomastico si festeggia il 15 gennaio in onore di sant'Efisio, martire a Cagliari sotto Diocleziano.

## Persone
- Efisio Arru, scienziato italiano

Efisio Marini

- Efisio Corrias, carabiniere, politico e dirigente sportivo italiano
- Efisio Cugia, generale e politico italiano
- Efisio Marini, scienziato italiano
- Efisio Melis, musicista italiano
- Efisio Tola, patriota italiano
- Efisio Zanda Loy, prefetto e poliziotto italiano

## Il nome nelle arti
- Efisio è un personaggio del romanzo di Grazia Deledda Canne al vento.